# Каролін Бертоцці
Каролін Рут Бертоцці (англ. Carolyn Ruth Bertozzi; 10 жовтня 1966, Бостон, Массачусетс) — американська науковиця у галузі хімії, працювала директором нанотехнологічного дослідницького центру Національної лабораторії імені Лоуренса в Берклі, член Національної Академії Наук, Національної медичної Академії США, закордонна член Лондонського королівського товариства. Лавреатка Нобелівської премії з хімії 2022 року.

## Життєпис
Народилася 10 жовтня 1966 року в Бостоні, США. Закінчила в 1988 році Гарвардський університет з відзнакою, отримала спеціальність бакалавр хімії. Під керівництвом Джо Грабовські працювала над створенням фотоакустичного калориметра, була членом товариства Фі Бета Каппа. В 1993 році в Берклі отримала ступінь докторки філософії, працюючи над хімічним синтезом аналогів олігосахаридів. А в рамках посдокторнатури по імунології в Каліфорнійському університеті в Сан-Франциско вивчала дію ендотиліальних олігосахаридів на облегчення агдезії клітин в осередку запалення. В 1996 році повернулася в Берклі, вступивши в штат хімічного факультету. На даний час працює в області глікобіології та біоортогональні реакції хімії.
Член Американської академії мистецтв та наук.

## Особисте життя
Каролін Бертоцці є лесбійкою, відкритою з кінця 1980-х років.

## Нагороди та визнання

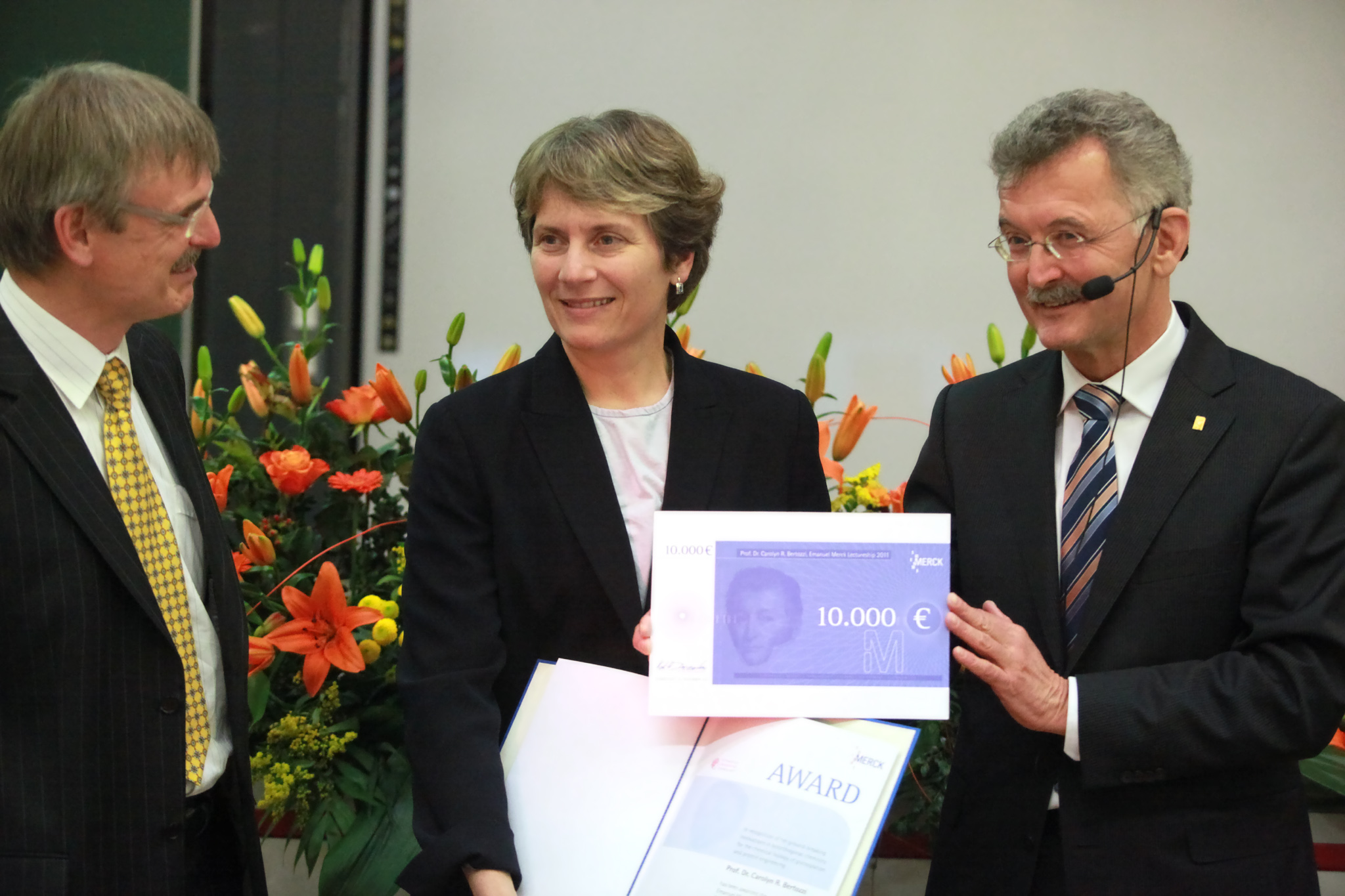
Лекція Емануеля Мерка, 2011 рік (К. Бертоцці у центрі)

- 1987: Фі Бета Каппа[11]
- 1988: премія Американського інституту хіміків[en] у Новій Англії[12]
- 1988: премія Томаса Гупса[en]
- 1989, 1990: премії видатного аспіранта-інструктора
- 1992: дослідницька премія Брюса Механа[en]
- 1995: премія нового факультету Камілії і Генрі Дрейфусов
- 1996: премія Фонду освіти «Молодий науковець».
- 1996: премія Pew Scholars з біомедицини
- 1997: премія «Новий дослідник у фармакології»
- 1997: стипендія Слоуна[13]
- 1997: премія Гораса Ісбелла в хімії вуглеводів, Американське хімічне товариство
- 1998: премія Бекмана для молодих дослідників[en][14]
- 1998: дослідницька премія GlaxoSmithKline[15]
- 1998: Премія Пританеанського факультету в Берклі[16]
- 1998: премія Бекмана для молодих дослідників[en][17]
- 1999: премія імені Артура Коупа, Американське хімічне товариство[18]
- 1999: премія викладача-вченого Каміллі Дрейфуса[15]
- 1999: стипендія Мак-Артура[19]
- 2000: Президентська премія для початківців вчених та інженерів[en][20]
- 2000: премія факультету хімії Каліфорнійського університету в Берклі[19]
- 2000: премія програми академічного розвитку Merck
- 2001: премія ACS з хімії[en][15]
- 2001: премія Каліфорнійського університету в Берклі[19]
- 2001: премія Дональда Стерлінга Нойса за відмінні досягнення у викладанні студентам[19]
- 2002: Премія Ірвінга Сігала молодим дослідникам Протеїнового товариства[21]
- 2002: член Американської асоціації сприяння розвитку науки
- 2003: член Американської академії мистецтв і наук[22]
- 2004: Дослідницька премія Агнес Фей Морган[en] від Iota Sigma Pi[en]
- 2005: член Національної академії наук США[19]
- 2005: медаль Хавінгі, Лейденский університет
- 2005: Т. З. та Ірмгард Чу заслужений професор хімії[23]
- 2007: ЛГБТ- вчена року[24]
- 2007: Премія Ернста Шерінга[en][25]
- 2008: Премія Лі Кашина «жінки у науці».[21]
- 2008: Міжнародна премія Роя Л. Вістлера з хімії вуглеводів[26]
- 2008: Медаль Вілларда Гіббза[27]
- 2008: член Леопольдини[28]
- 2009: медаль Вільяма Ніколса[29]
- 2009: премія Гаррісона Хова[30]
- 2009: медаль Альберта Гофмана, Університет Цюриха[31]
- 2010: премія Лемельсона[32]
- 2010: премія з біоорганічної хімії, Королівське хімічне товариство
- 2011: член Національної медичної академії[33]
- 2011: премія Тетрагедрона молодим дослідникам з біоорганічної та медичної хімії[34]
- 2011: лекція Емануеля Мерка[en][35]
- 2012: почесний доктор наук Браунського університету[36]
- 2012: меморіальні лекції Вейцмана
- 2012: премія Генріха Отто Віланда[en][37]
- 2012: лекція з біохімії ACS[en]
- 2013: член Національної академії винахідників[en][38]
- 2014: премія Ернеста Орландо Лоуренса
- 2015: нагороди випускникам зі 150-річчя UCSF
- 2016: премія НАН США з хімії[en]
- 2017: національна зала слави винахідників США
- 2017: премія імені Артура Коупа, Американське хімічне товариство[39]
- 2018: іноземний член Королівського товариства.[40]
- 2020: Премія Джона Карті з розвитку науки[41]
- 2020: премія Солвея «Хімія для майбутнього».[42]
- 2020: премія Ф. А. Коттона.[43]
- 2022: премія Вольфа з хімії.[44]
- 2022: Нобелівська премія з хімії.

## Важливі публікації
- Mahal L. K., Yarema K. J., Bertozzi C. R. Engineering Chemical Reactivity on Cell Surfaces Through Oligosaccharide Biosynthesis // Science. — 1997. — Т. 276, № 5315. — С. 1125–1128. — doi:10.1126/science.276.5315.1125.
- Saxon E., Bertozzi C. R. Cell Surface Engineering by a Modified Staudinger Reaction // Science. — 2000. — Т. 287, № 5460. — С. 2007–2010. — doi:10.1126/science.287.5460.2007.
- Bertozzi C. R., Kiessling L. L. Chemical Glycobiology // Science. — 2001. — Т. 291, № 5512. — С. 2357–2364. — doi:10.1126/science.1059820.
- Prescher J. A.; Bertozzi C. R. Chemistry in living systems // Nature Chemical Biology. — 2005. — Т. 1, № 1. — С. 13–21. — doi:10.1038/nchembio0605-13.
- Wang P. G., Bertozzi C. R. Glycochemistry: Principles, Synthesis, and Applications. — New York : Marcel Dekker, 2001. — ISBN 978-0-8247-0538-1.